# Michail Michajlov
Michail Larionovitj Michajlov (ryska: Михаил Ларионович  Михайлов), född 16 januari (gamla stilen: 4 januari) 1829 i Orenburg, död 15 augusti (gamla stilen: 3 augusti) 1865 i Kadaja i nuvarande Zabajkalskij kraj, var en rysk författare.
Michajlov skrev dels socialpolitiska studier (om bland annat John Stuart Mill och kvinnoemancipationen), dels skönlitterära alster på vers och prosa. Som hans bästa berättelser betecknas Adam Adamytj och Pereletnyja ptitsy (Flyttfåglar) med karakteristiska bilder ur Rysslands litterära och artistiska proletariat. Som poetisk översättare (av Aischylos, Heinrich Heine och Henry Wadsworth Longfellow) var han en av Rysslands främsta.
Michajlov blev efter en frimodig proklamation "Till det unga släktet" 1861 häktad och förvisad till Sibirien, där han dog. Om hans politiska verksamhet finns rikt material i Herzens "Kolokol", i tidskriften "Byloje" (1906) och i Bazilevskijs samlingsverk "Gosudarstvennyja prestuplenija v Rossii" (Statsförbrytelser i Ryssland, 1903). Hans samlade berättelser utkom 1860 (sedan många upplagor) och samlade dikter 1890.

## Fotnoter
1. ↑  Bibliothèque nationale de France, BnF Catalogue général : öppen dataplattform, id-nummer i Frankrikes nationalbiblioteks katalog: 11329700b, läst: 10 oktober 2015.[källa från Wikidata]
2. 1 2 3  Краткая литературная энциклопедия, Stora ryska encyklopedin, 1962, läs online.[källa från Wikidata]
3. ↑  Gemeinsame Normdatei, Deutsche Nationalbibliotheks katalog-id-nummer: 1188833567749153-1, läst: 7 januari 2024.[källa från Wikidata]
4. ↑  Charles Dudley Warner (red.), Library of the World's Best Literature, 1897, läs online.[källa från Wikidata]